# Tom yam
La tom yam, traslitterato anche tom yum (in thai: ต้มยำ; RTGS:Tom yam, [tomˈjaːm] ), è una zuppa originaria della Thailandia. Di largo consumo anche nei Paesi confinanti come la Malaysia, Singapore, l'Indonesia, il Laos e la Cambogia, è ormai conosciuta in quasi tutto il mondo. È un piatto a basso contenuto calorico, i suoi ingredienti di base hanno proprietà medicinali benefiche. Può essere consumata come piatto unico o inserita in un pasto più sostanzioso.
La versione con i gamberi è uno dei piatti più popolari della cucina thailandese; nel 2011 la piattaforma online CNNgo della CNN l'ha inserita all'ottavo posto nella sua lista dei 50 cibi più deliziosi al mondo (World's 50 most delicious foods).

## Storia

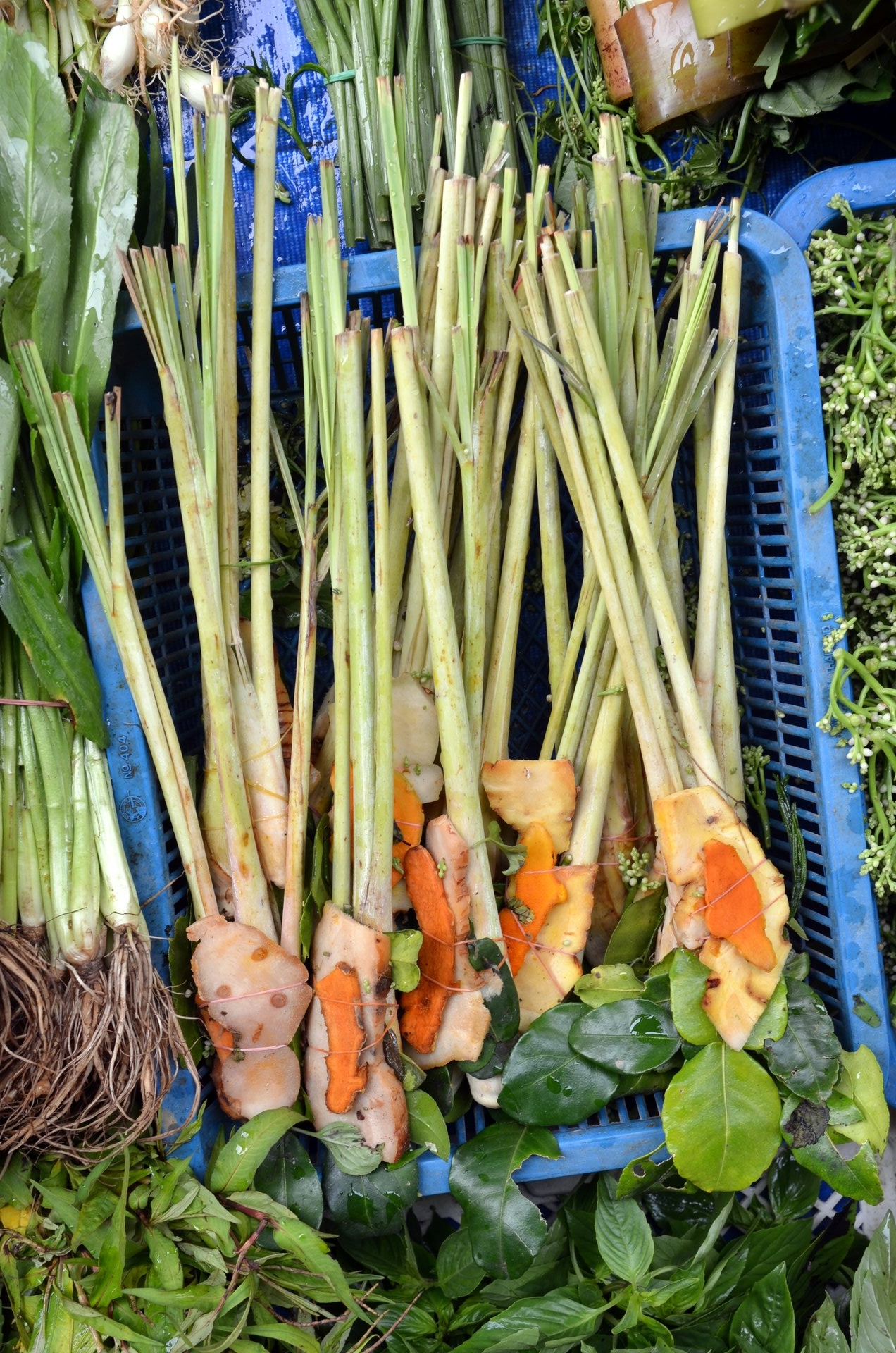
Ingredienti di base

Secondo lo studioso e astrologo thai Prayoon Uroochata, la tom yam ha avuto origine nel periodo Rattanakosin, che va dalla fondazione di Bangkok nel 1782 al 1932. La prima menzione della tom yam si trova nel testo Suphasit Son Ying, dove il poeta Sunthorn Phu (1786-1855), considerato lo Shakespeare della Thailandia, inserisce l'abilità nel prepararla una delle qualità che aggiungono fascino a una donna. Durante il regno di re Rama V (1853-1910), la tom yam divenne parte della cucina della famiglia reale.
Inizialmente veniva cucinata usando teste di pesce fresco o pesce secco, in un periodo in cui nei mercati thai non erano disponibili le quantità e varietà di gamberi che si sarebbero trovate in seguito. La tom yum di gamberi è diventata quella più diffusa. Con il tempo, molte sono le ricette e le varianti con cui vengono cucinati i diversi tipi di tom yum.

## Ingredienti
La tom yam si serve con riso cotto al vapore, preferibilmente il tipico riso Jasmine thailandese che ne stempera il piccante. La zuppa è caratterizzata da un tipico profumo di agrumi e da un gusto agro piccante, derivanti dalle fragranti erbe e spezie impiegate nella preparazione. È un piatto espresso, composto da ingredienti freschi che aromatizzano l'ingrediente principale, di solito crostacei, molluschi, frutti di mare o pesce. Il brodo di base è composto da citronella, foglie di combava, rizoma di galanga, scalogno, succo di lime, salsa di pesce, e peperoncino fresco.
Nella preparazione vengono di solito usati anche funghi ostrica o funghi di paglia e coriandolo. Possono essere aggiunti latte di cocco e nam prik pao (in thai: น้ำพริกเผา), una pasta di peperoncino con aggiunta di pasta di gamberetti fermentati ed essiccati, che dà alla zuppa un aspetto di color arancione e un aroma pronunciato di peperoncino. Questi due ingredienti sono da alcuni considerati inadatti.
In commercio si trovano anche dei preparati istantanei di tom yam, in vasetti, bustine o anche dadi da cucina; ma in Thailandia vengono usati principalmente come additivi per dare più sapore alla zuppa stessa oppure per delle versioni di piatti al gusto di tom yam, di solito dei saltati in padella (o wok) con olio di soia o semi.

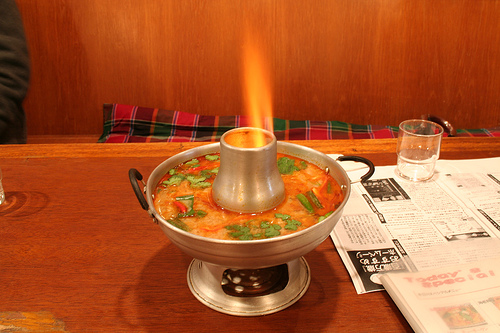
Tom yam kung servita in uno speciale recipiente che la mantiene calda

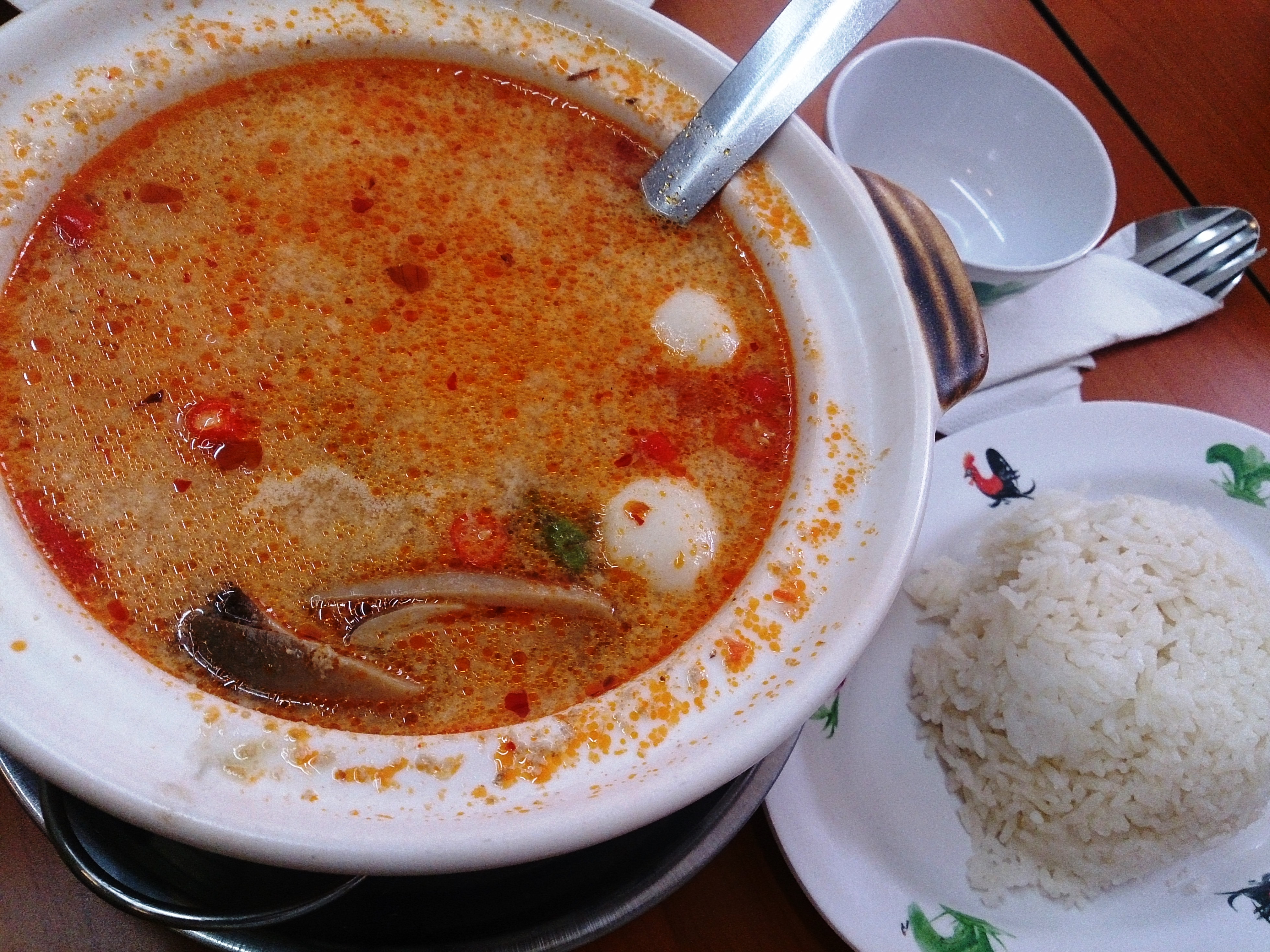
Versione con pasta di peperoncino nam prik pao

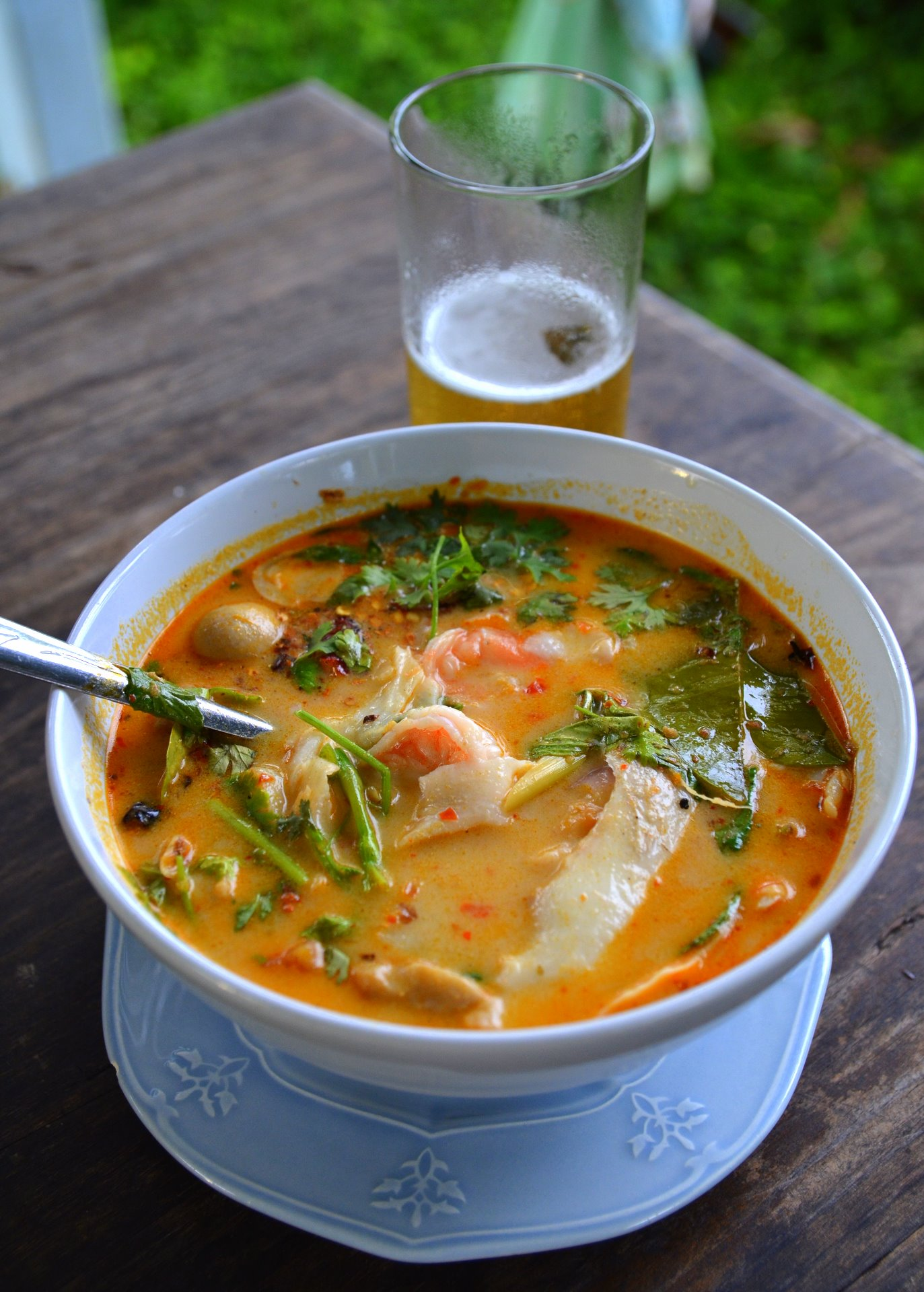
Versione con latte e polpa di cocco

Gli ingredienti di base della tom yum sono quasi gli stessi utilizzati per la preparazione della zuppa di pollo al latte di cocco (tom kha kai ต้มข่าไก่), che si differenzia per l'utilizzo del pollo anziché dei prodotti del mare, una maggiore quantità di galanga e di latte di cocco, senza aggiunta di pesto di peperoncino.

## Versioni
Una prima suddivisione del tom yam riguarda la preparazione del brodo:
- La versione più diffusa è quella piccante e senza alcuna aggiunta che alteri il brodo, chiamata tom yam naam sai (in thai: ต้มยำน้ำใส, lett. tom yam con brodo semplice). Fino alla fine dell'Ottocento era in uso la versione con acqua piovana tom yam naam thaa (ต้มยำน้ำท่า)
- Una versione che ha origine negli anni ottanta è quella in cui il brodo viene addensato diventando lattiginoso, chiamata tom yam naam khohn (ต้มยำน้ำข้น, lett. tom yam con brodo cremoso), di solito con aggiunta della pasta di peperoncino
- La versione con l'aggiunta di latte di cocco tom yam kathi (ต้มยำกะทิ, lett. tom yam con crema di cocco) non è molto popolare, anch'essa di solito si prepara con l'aggiunta della pasta di peperoncino.

Un'altra suddivisione riguarda l'ingrediente di maggior consistenza utilizzato, di solito crostacei, molluschi e pesci:
- Tom yam kung - La versione tradizionale e più diffusa è quella servita con gamberi (tom yam kung, in thai ต้มยำกุ้ง). È consigliato di pulire i gamberi e staccarne le teste, bollirle a parte ed aggiungere il brodo che ne deriva durante la preparazione della pietanza per darle maggior sapore.[4]
- Tom yam pla - Abbastanza diffusa è la versione con il pesce (tom yam pla, in thai ต้มยำปลา). Tra i pesci più usati vi sono quelli della famiglia channidae, gli sgombri, le anguille e le razze.[5][7]
- Tom yam thale (in thai: ต้มยำทะเล) detta anche tom yam po taek (in thai: ต้มยำโป๊ะแตก) - Ricca variante ottenuta con l'utilizzo di un misto mare comprendente gamberi, seppie, calamari, vongole, pesce ecc.
- Per una tom yam vegetariana si può utilizzare il tofu al posto del pesce o dei frutti di mare, e sostituire la salsa di pesce con il sale, meno indicata è la salsa di soia.